# Collegio di Harrow West
Harrow West è un collegio elettorale situato nella Grande Londra, e rappresentato alla Camera dei comuni del Parlamento del Regno Unito. Elegge un membro del parlamento con il sistema first-past-the-post, ossia maggioritario a turno unico; l'attuale parlamentare è Gareth Thomas del Partito Laburista e Co-Operativo, che rappresenta il collegio dal 1997.

## Estensione

Harrow West dal 2010 al 2024

- 1945–1950: i ward del distretto urbano di Harrow-on-the-Hill and Greenhill, Headstone, Pinner North, Pinner South, Roxeth, West Harrow e parte di Harrow Weald.
- 1950–1955: i ward del distretto urbano di Harrow Pinner North and Hatch End, Pinner South, Roxbourne, Roxeth.
- 1955–1983: i ward del borgo municipale di Harrow di Headstone, Pinner North and Hatch End, Pinner South, Roxbourne, Roxeth.
- 1983–2010: i ward del borgo londinese di Harrow di Harrow on the Hill, Hatch End, Headstone North, Headstone South, Pinner, Pinner West, Rayners Lane, Ridgeway, Roxbourne, Roxeth.
- 2010–2024: i ward del borgo londinese di Harrow di Greenhill, Harrow on the Hill, Headstone North, Headstone South, Marlborough, Rayners Lane, Roxbourne, Roxeth, West Harrow.
- dal 2024: i ward del borgo londinese di Harrow di Greenhill; Harrow on the Hill; Headstone; Marlborough; North Harrow; Rayners Lane; Roxbourne; Roxeth; Wealdstone North; Wealdstone South; West Harrow.[1]

## Membri del parlamento
| Elezione | Elezione           | Deputato      | Partito                        |
| -------- | ------------------ | ------------- | ------------------------------ |
|          | 1945               | Norman Bower  | Conservatore                   |
| 1951 (S) | Albert Braithwaite |               | Conservatore                   |
| 1960 (S) | John Page          |               | Conservatore                   |
| 1987     | Robert Hughes      |               | Conservatore                   |
|          | 1997               | Gareth Thomas | Laburista, poi Laburista Co-Op |

## Elezioni

### Elezioni negli anni 2020
| Partito                    | Partito                                      | Candidato                  | Risultati 4 luglio 2024 | Risultati 4 luglio 2024 |
| Partito                    | Partito                                      | Candidato                  | Voti                    | %                       |
| -------------------------- | -------------------------------------------- | -------------------------- | ----------------------- | ----------------------- |
|                            | Laburista Co-Op                              | Gareth Thomas              | 19 833                  | 43,84                   |
|                            | Conservatore                                 | Abbas Merali               | 13 191                  | 29,16                   |
|                            | Indipendente                                 | Pamela Fitzpatrick         | 4 120                   | 9,11                    |
|                            | Reform UK                                    | Michael Beavis             | 2 639                   | 5,83                    |
|                            | Verdi                                        | Rupert George              | 2 438                   | 5,39                    |
|                            | Lib Dem                                      | Chris Noyce                | 2 404                   | 5,31                    |
|                            | Indipendente                                 | Bharatkumar Patel          | 616                     | 1,36                    |
|                            |                                              |                            |                         |                         |
| Iscritti                   | Iscritti                                     | Iscritti                   | 79 902                  | 100,00                  |
| ↳ Votanti (% su iscritti)  | ↳ Votanti (% su iscritti)                    | ↳ Votanti (% su iscritti)  | 45 241                  | 56,62                   |
| ↳ Astenuti (% su iscritti) | ↳ Astenuti (% su iscritti)                   | ↳ Astenuti (% su iscritti) | 34 661                  | 43,38                   |
|                            |                                              |                            |                         |                         |
|                            | Esito: collegio confermato a Laburista Co-Op |                            |                         |                         |

### Elezioni negli anni 2010
| Partito                    | Partito                                      | Candidato                  | Risultati 12 dicembre 2019 | Risultati 12 dicembre 2019 |
| Partito                    | Partito                                      | Candidato                  | Voti                       | %                          |
| -------------------------- | -------------------------------------------- | -------------------------- | -------------------------- | -------------------------- |
|                            | Laburista Co-Op                              | Gareth Thomas              | 25 132                     | 52,44                      |
|                            | Conservatore                                 | Anwara Ali                 | 16 440                     | 34,31                      |
|                            | Lib Dem                                      | Lisa-Maria Bornemann       | 4 310                      | 8,99                       |
|                            | Verdi                                        | Rowan Langley              | 1 109                      | 2,31                       |
|                            | Brexit                                       | Richard Jones              | 931                        | 1,94                       |
|                            |                                              |                            |                            |                            |
| Iscritti                   | Iscritti                                     | Iscritti                   | 72 477                     | 100,00                     |
| ↳ Votanti (% su iscritti)  | ↳ Votanti (% su iscritti)                    | ↳ Votanti (% su iscritti)  | 47 922                     | 66,12                      |
| ↳ Astenuti (% su iscritti) | ↳ Astenuti (% su iscritti)                   | ↳ Astenuti (% su iscritti) | 24 555                     | 33,88                      |
|                            |                                              |                            |                            |                            |
|                            | Esito: collegio confermato a Laburista Co-Op |                            |                            |                            |

| Partito                    | Partito                                      | Candidato                  | Risultati 8 giugno 2017 | Risultati 8 giugno 2017 |
| Partito                    | Partito                                      | Candidato                  | Voti                    | %                       |
| -------------------------- | -------------------------------------------- | -------------------------- | ----------------------- | ----------------------- |
|                            | Laburista Co-Op                              | Gareth Thomas              | 30 640                  | 60,85                   |
|                            | Conservatore                                 | Hannah David               | 17 326                  | 34,41                   |
|                            | Lib Dem                                      | Christopher Noyce          | 1 267                   | 2,52                    |
|                            | Verdi                                        | Rowan Langley              | 652                     | 1,29                    |
|                            | UKIP                                         | Rathy Alagaratnam          | 470                     | 0,93                    |
|                            |                                              |                            |                         |                         |
| Iscritti                   | Iscritti                                     | Iscritti                   | 68 797                  | 100,00                  |
| ↳ Votanti (% su iscritti)  | ↳ Votanti (% su iscritti)                    | ↳ Votanti (% su iscritti)  | 50 355                  | 73,19                   |
| ↳ Astenuti (% su iscritti) | ↳ Astenuti (% su iscritti)                   | ↳ Astenuti (% su iscritti) | 18 442                  | 26,81                   |
|                            |                                              |                            |                         |                         |
|                            | Esito: collegio confermato a Laburista Co-Op |                            |                         |                         |

| Partito                    | Partito                                      | Candidato                  | Risultati 7 maggio 2015 | Risultati 7 maggio 2015 |
| Partito                    | Partito                                      | Candidato                  | Voti                    | %                       |
| -------------------------- | -------------------------------------------- | -------------------------- | ----------------------- | ----------------------- |
|                            | Laburista Co-Op                              | Gareth Thomas              | 21 885                  | 46,96                   |
|                            | Conservatore                                 | Hannah David               | 19 677                  | 42,22                   |
|                            | UKIP                                         | Ali Bhatti                 | 2 047                   | 4,39                    |
|                            | Lib Dem                                      | Chris Noyce                | 1 567                   | 3,36                    |
|                            | Verdi                                        | Rowan Langley              | 1 310                   | 2,81                    |
|                            | Indipendente                                 | Kailash Trivedi            | 117                     | 0,25                    |
|                            |                                              |                            |                         |                         |
| Iscritti                   | Iscritti                                     | Iscritti                   | 69 644                  | 100,00                  |
| ↳ Votanti (% su iscritti)  | ↳ Votanti (% su iscritti)                    | ↳ Votanti (% su iscritti)  | 46 603                  | 66,92                   |
| ↳ Astenuti (% su iscritti) | ↳ Astenuti (% su iscritti)                   | ↳ Astenuti (% su iscritti) | 23 041                  | 33,08                   |
|                            |                                              |                            |                         |                         |
|                            | Esito: collegio confermato a Laburista Co-Op |                            |                         |                         |

| Partito                    | Partito                                      | Candidato                  | Risultati 6 maggio 2010 | Risultati 6 maggio 2010 |
| Partito                    | Partito                                      | Candidato                  | Voti                    | %                       |
| -------------------------- | -------------------------------------------- | -------------------------- | ----------------------- | ----------------------- |
|                            | Laburista Co-Op                              | Gareth Thomas              | 20 111                  | 43,61                   |
|                            | Conservatore                                 | Rachel Joyce               | 16 968                  | 36,79                   |
|                            | Lib Dem                                      | Christopher Noyce          | 7 458                   | 16,17                   |
|                            | UKIP                                         | Herbert Crossman           | 954                     | 2,07                    |
|                            | Verdi                                        | Rowan Langley              | 625                     | 1,36                    |
|                            |                                              |                            |                         |                         |
| Iscritti                   | Iscritti                                     | Iscritti                   | 68 554                  | 100,00                  |
| ↳ Votanti (% su iscritti)  | ↳ Votanti (% su iscritti)                    | ↳ Votanti (% su iscritti)  | 46 116                  | 67,27                   |
| ↳ Astenuti (% su iscritti) | ↳ Astenuti (% su iscritti)                   | ↳ Astenuti (% su iscritti) | 22 438                  | 32,73                   |
|                            |                                              |                            |                         |                         |
|                            | Esito: collegio confermato a Laburista Co-Op |                            |                         |                         |

### Elezioni negli anni 2000
| Partito                    | Partito                                      | Candidato                  | Risultati 5 maggio 2005 | Risultati 5 maggio 2005 |
| Partito                    | Partito                                      | Candidato                  | Voti                    | %                       |
| -------------------------- | -------------------------------------------- | -------------------------- | ----------------------- | ----------------------- |
|                            | Laburista Co-Op                              | Gareth Thomas              | 20 298                  | 42,50                   |
|                            | Conservatore                                 | Mike Freer                 | 18 270                  | 38,25                   |
|                            | Lib Dem                                      | Christopher Noyce          | 8 188                   | 17,14                   |
|                            | UKIP                                         | Janice Cronin              | 576                     | 1,21                    |
|                            | Indipendente                                 | Berjis Daver               | 427                     | 0,89                    |
|                            |                                              |                            |                         |                         |
| Iscritti                   | Iscritti                                     | Iscritti                   | 74 133                  | 100,00                  |
| ↳ Votanti (% su iscritti)  | ↳ Votanti (% su iscritti)                    | ↳ Votanti (% su iscritti)  | 47 759                  | 64,42                   |
| ↳ Astenuti (% su iscritti) | ↳ Astenuti (% su iscritti)                   | ↳ Astenuti (% su iscritti) | 26 374                  | 35,58                   |
|                            |                                              |                            |                         |                         |
|                            | Esito: collegio confermato a Laburista Co-Op |                            |                         |                         |

| Partito                    | Partito                                | Candidato                  | Risultati 7 giugno 2001 | Risultati 7 giugno 2001 |
| Partito                    | Partito                                | Candidato                  | Voti                    | %                       |
| -------------------------- | -------------------------------------- | -------------------------- | ----------------------- | ----------------------- |
|                            | Laburista                              | Gareth Thomas              | 23 142                  | 49,61                   |
|                            | Conservatore                           | Daniel Finkelstein         | 16 986                  | 36,41                   |
|                            | Lib Dem                                | Chris Noyce                | 5 995                   | 12,85                   |
|                            | UKIP                                   | Peter Kefford              | 525                     | 1,13                    |
|                            |                                        |                            |                         |                         |
| Iscritti                   | Iscritti                               | Iscritti                   | 74 083                  | 100,00                  |
| ↳ Votanti (% su iscritti)  | ↳ Votanti (% su iscritti)              | ↳ Votanti (% su iscritti)  | 46 648                  | 62,97                   |
| ↳ Astenuti (% su iscritti) | ↳ Astenuti (% su iscritti)             | ↳ Astenuti (% su iscritti) | 27 435                  | 37,03                   |
|                            |                                        |                            |                         |                         |
|                            | Esito: collegio confermato a Laburista |                            |                         |                         |

## Risultati dei referendum

### Referendum sulla permanenza del Regno Unito nell'Unione europea del 2016
|             | Collegio    | Lasciare UE % | Rimanere in UE % |
| ----------- | ----------- | ------------- | ---------------- |
|             | Harrow West | 43,4%         | 56,6%            |
|             | Inghilterra | 53,3%         | 46,7%            |
| Regno Unito | 51,9%       | 48,1%         |                  |